# Giải bóng đá Hạng Ba Quốc gia 2006
Giải bóng đá hạng Ba toàn quốc 2006 là mùa giải thứ hai của giải bóng đá hạng cao thứ 4 trong hệ thống giải đấu bóng đá Việt Nam (sau V-League, hạng Nhất và hạng Nhì) do Liên đoàn bóng đá Việt Nam (VFF) tổ chức hàng năm. Giải bóng đá hạng Ba toàn quốc 2006 diễn ra từ ngày 20 tháng 10 đến 9 tháng 11 năm 2006, với sự tham dự của 19 đội bóng khắp nơi trên cả nước.

## Thể lệ
- Các đội tham dự:

Giải năm này có tổng cộng 19 đội đăng ký tham dự vòng loại và được chia thành 4 bảng theo khu vực địa lý như sau:
- - Bảng A do LĐBĐ Hà Nội làm bảng trưởng gồm 5 đội: T&T Hà Nội, Hòa Phát Bảo Long Hà Tây, VST Nghệ An, Vĩnh Phúc, Yên Bái.
  - Bảng B do Sở TDTT Gia Lai làm bảng trưởng gồm 5 đội: Gia Lai, Bình Thuận, KonTum, Phú Yên, Vinakansai - Ninh Bình.
  - Bảng C do Sở TDTT Bình Dương làm bảng trưởng gồm 5 đội: Bình Dương, Bà Rịa Vũng Tàu, Đồng Nai, Công ty Cổ phần dịch vụ Phú Nhuận (Maseco), Thể Công - Viettel.
  - Bảng D do Sở TDTT Cà Mau làm bảng trưởng gồm 4 đội: Cà Mau, Cần Thơ, Long An, Quân khu 9.
- Luật xếp hạng:

Tại vòng bảng, các đội sẽ thi đấu theo thể thức vòng tròn một lượt tính điểm xếp hạng. Đội xếp thứ nhất tại mỗi bảng sẽ giành quyền thi đấu tại Vòng chung kết. Như vậy, Vòng chung kết sẽ gồm 4 đội và được chia thành 2 cặp thi đấu loại trực tiếp một trận theo mã số như sau:
- - Nhất bảng A gặp Nhất bảng B
  - Nhất bảng C gặp Nhất bảng D

Hai đội thắng được xếp hạng đồng hạng Nhất giải hạng Ba năm 2006 và được quyền thi đấu tại giải bóng đá hạng Nhì Quốc gia năm 2007. Các trận đấu thuộc vòng loại sẽ khởi tranh từ ngày 22/10 và kết thúc vào ngày 1/11/2006. Hai cặp đấu thuộc vòng chung kết sẽ lần lượt diễn ra vào ngày 8/11 và 9/11/2006.

## Lịch thi đấu và kết quả

### Vòng đấu loại
Bảng A
| T&T Hà Nội                                                                   | 5–0      | Vĩnh Phúc |
| ---------------------------------------------------------------------------- | -------- | --------- |
| Thế Cường (11) 10' · Hoàng Hà 23', 86' · Lê Minh (18) 38' · Lê Văn Lợi 90+2' | Chi tiết |           |

| Hòa Phát Bảo Long Hà Tây | 5–0      | Yên Bái |
| ------------------------ | -------- | ------- |
|                          | Chi tiết |         |

### Bảng xếp hạng sau khi kết thúc vòng loại
Bảng A (Tổ chức tại sân hàng Đẫy, Hà Nội)
| Thứ tự | Đội bóng                 |
| 1      | Hà Nội T&T               |
| 2      | Hòa Phát Bảo Long Hà Tây |
| 3      | VST Nghệ An              |
| 4      | Vĩnh Phúc                |
| 5      | Yên Bái                  |

Bảng B (Tổ chức tại sân Pleiku, Pleiku)
| Thứ tự | Đội bóng             |
| 1      | Phú Yên              |
| 2      | Bình Thuận           |
| 3      | Gia Lai              |
| 4      | Kon Tum              |
| 5      | Vinakansai Ninh Bình |

Bảng C (Tổ chức tại sân Gò Đậu, Bình Dương)
| Thứ tự | Đội bóng                                   |
| 1      | Công ty Cổ phần dịch vụ Phú Nhuận (Maseco) |
| 2      | Bình Dương                                 |
| 3      | Bà Rịa Vũng Tàu                            |
| 4      | Đồng Nai                                   |
| 5      | Thể Công Viettel                           |

Bảng D (Tổ chức tại sân Cà Mau, Cà Mau)
| Thứ tự | Đội bóng   |
| 1      | Quân khu 9 |
| 2      | Long An    |
| 3      | Cần Thơ    |
| 4      | Cà Mau     |

### Vòng chung kết
| T&T Hà Nội                                            | 3–3      | Phú Yên                                   |
| ----------------------------------------------------- | -------- | ----------------------------------------- |
| - Ngọc Dũng 24' - Huy Hoàng 57' - Nguyễn Phi Công 70' | Chi tiết | - Ngọc Bình 43' - Dương Chí Hùng 52', 74' |
| Loạt sút luân lưu                                     |          |                                           |
|                                                       | 4–3      |                                           |

| Công ty Cổ phần dịch vụ Phú Nhuận (Maseco) | 0–0      | Quân khu 9 |
| ------------------------------------------ | -------- | ---------- |
|                                            | Chi tiết |            |
| Loạt sút luân lưu                          |          |            |
|                                            | 4–5      |            |

## Tổng kết mùa giải
Hai đội bóng là T&T Hà Nội và Quân khu 9 đồng hạng nhất và giành quyền tham dự Giải bóng đá hạng Nhì quốc gia 2007. Ngoài ra, hai đội được nhận phần thưởng 10 triệu đồng của Ban tổ chức.